# Abraxas superpicaria
Abraxas superpicaria är en fjärilsart som beskrevs av Inoue 1970. Abraxas superpicaria ingår i släktet Abraxas och familjen mätare. Inga underarter finns listade i Catalogue of Life.